# Venerologija
Venerologija je veja medicine (oz. infektologije), ki deluja na področju zdravljenja spolnih bolezni.
Zdravnik-specialist, ki deluje na tem področju, se imenuje specialist dermatovenerolog.